# Italiani di Melbourne
Gli italiani di Melbourne sono il secondo gruppo etnico più numeroso dell'area metropolitana di Melbourne, Victoria (Australia), dopo il gruppo anglo-celtico australiano. Il censimento del 2011 ha rilevato che dei 185.402 residenti nati in Italia che vivono in Australia, 68.823 vivevano a Melbourne, pari al 37,1% del totale. Lo stesso si potrebbe dire per la popolazione australiana totale di discendenza italiana, con 279.112 dei 916.121 (30,4%) elencati come residenti a Melbourne, che è la popolazione italiana più alta in Australia e nel continente oceanico per città.

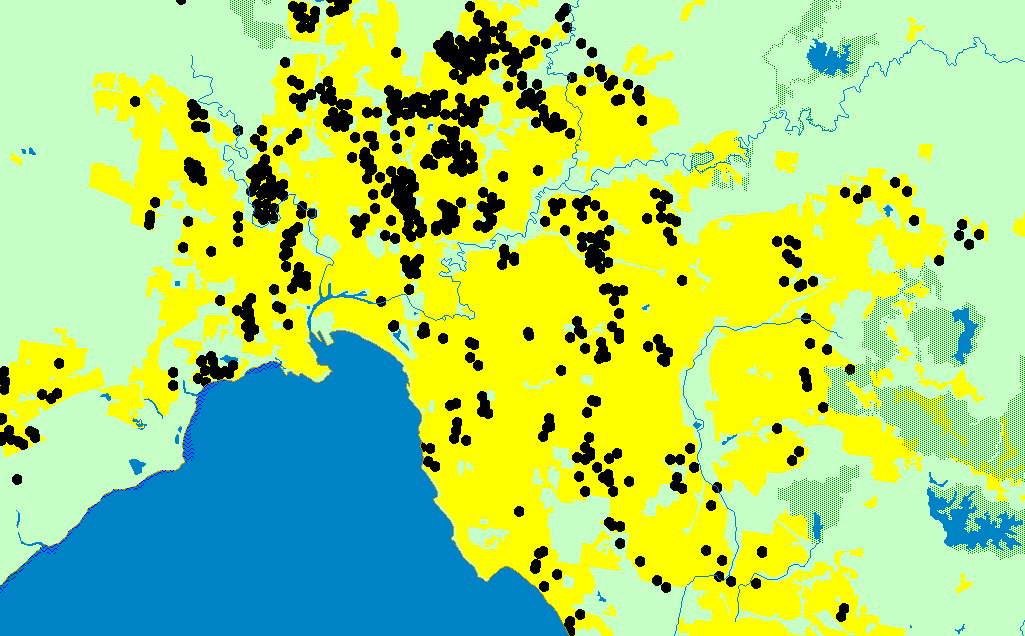
Un punto indica un'area approssimativa di Melbourne con almeno 100 residenti nati in Italia

## Storia

### Era Vittoriana della Corsa all'oro
L'origine della comunità italiana di Melbourne è dibattuta poiché manca una documentazione ufficiale. È noto che la corsa all'oro vittoriana del 1850 attirò migliaia di italiani e svizzeri italiani in Australia. A quel tempo inoltre l'Australia era alla ricerca di lavoratori agricoli dall'Europa. Il numero dei lavoratori italiani nelle miniere d'oro di epoca vittoriana è sconosciuto perché fino al 1871 non erano registrati nel censimento australiano. Il primo anno del censimento contenente questi dati in tutti gli stati australiani, nel 1881, registrò non solo nel Victoria 947 italiani (0,10% della popolazione), di cui un terzo a Melbourne.

### Migrazioni a seguito delle guerre mondiali
In seguito al coinvolgimento dell'Italia nella prima guerra mondiale, molti nuovi immigrati italiani provenienti in particolare dalle regioni meridionali della Calabria e della Sicilia si stabilirono nei sobborghi sudorientali e settentrionali di Melbourne. Dopo la seconda guerra mondiale, l'Australia vide un enorme afflusso di migranti italiani che si stabilirono in tutta Melbourne. La periferia settentrionale raggiunse il picco di densità di popolazione italiana tra gli anni '40 e '60. I sobborghi più coinvolti erano principalmente Brunswick, Brunswick East, Brunswick West, Carlton, Carlton North, Fitzroy, Fitzroy North, Parkville e Princes Hill. La più alta concentrazione fu registrata a Carlton, dove fu istituita la Little Italy di Melbourne, tuttora esistente in Lygon Street, tra gli incroci di Elgin e Queensberry Street.

### Migrazione a seguito della crisi finanziaria globale
Negli ultimi anni, con la crisi finanziaria del 2007-2008 e le conseguenti difficoltà economiche in Europa, l'Australia ha assistito a una nuova ondata di migrazioni dall'Italia con una consistenza numerica che non si vedeva da mezzo secolo. L'esplosione dei numeri ha visto arrivare in Australia con visti temporanei oltre 20.000 italiani nel 2012-2013, superando il numero di italiani arrivati nel 1950-51 durante il precedente boom migratorio successivo alla seconda guerra mondiale.

### Situazione odierna
Nel 2011 a Melbourne, città gemellata con Milano risiedevano 68.823 persone nate in Italia e 279.112 discendenti di italiani. In Lygon Street e in tutto il Brunswick East hanno aperto molti nuovi ristoranti, negozi e club italiani.

## Lygon Street - La Little Italy di Melbourne

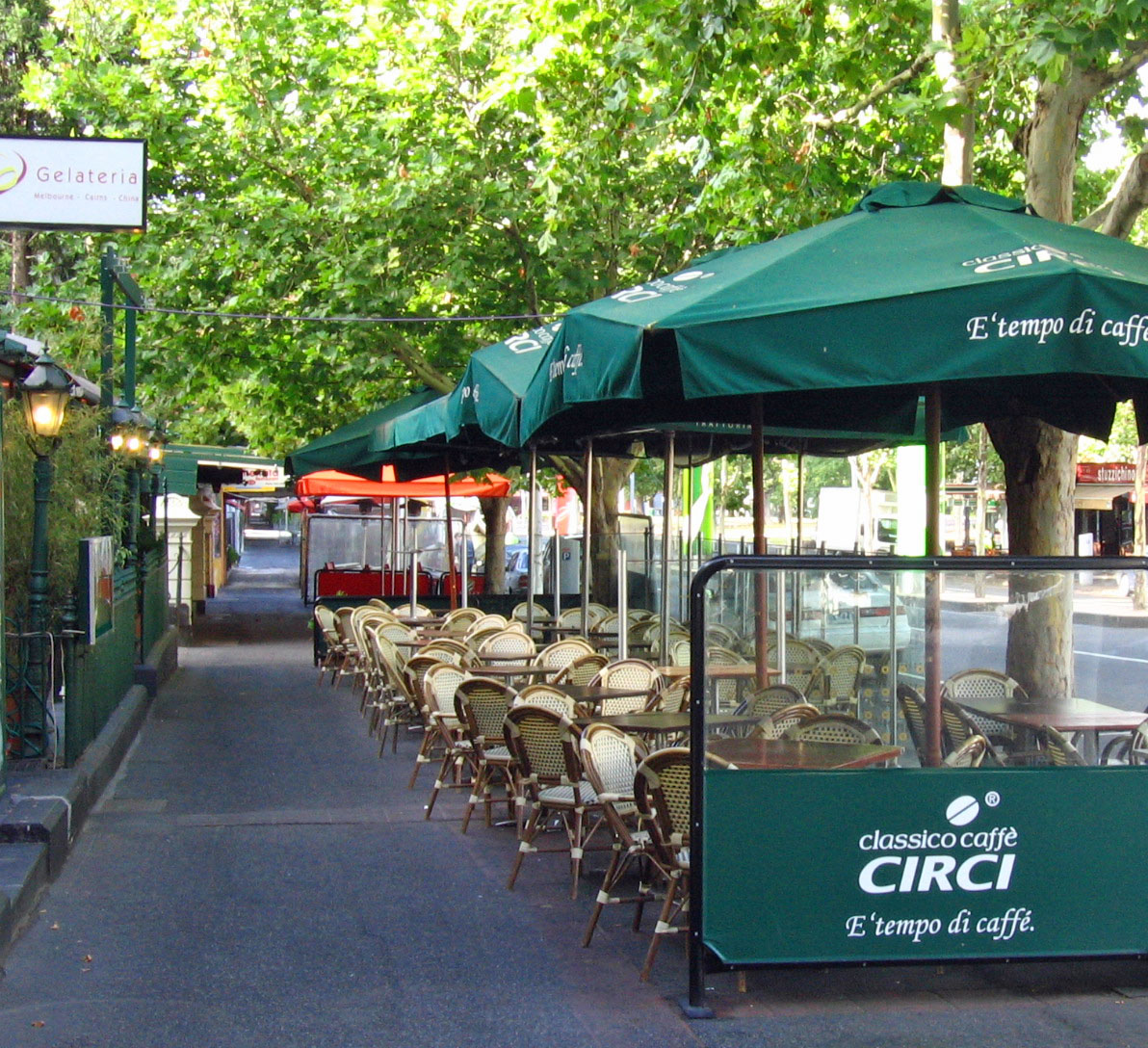
Ristorante italiano presso Lygon Street

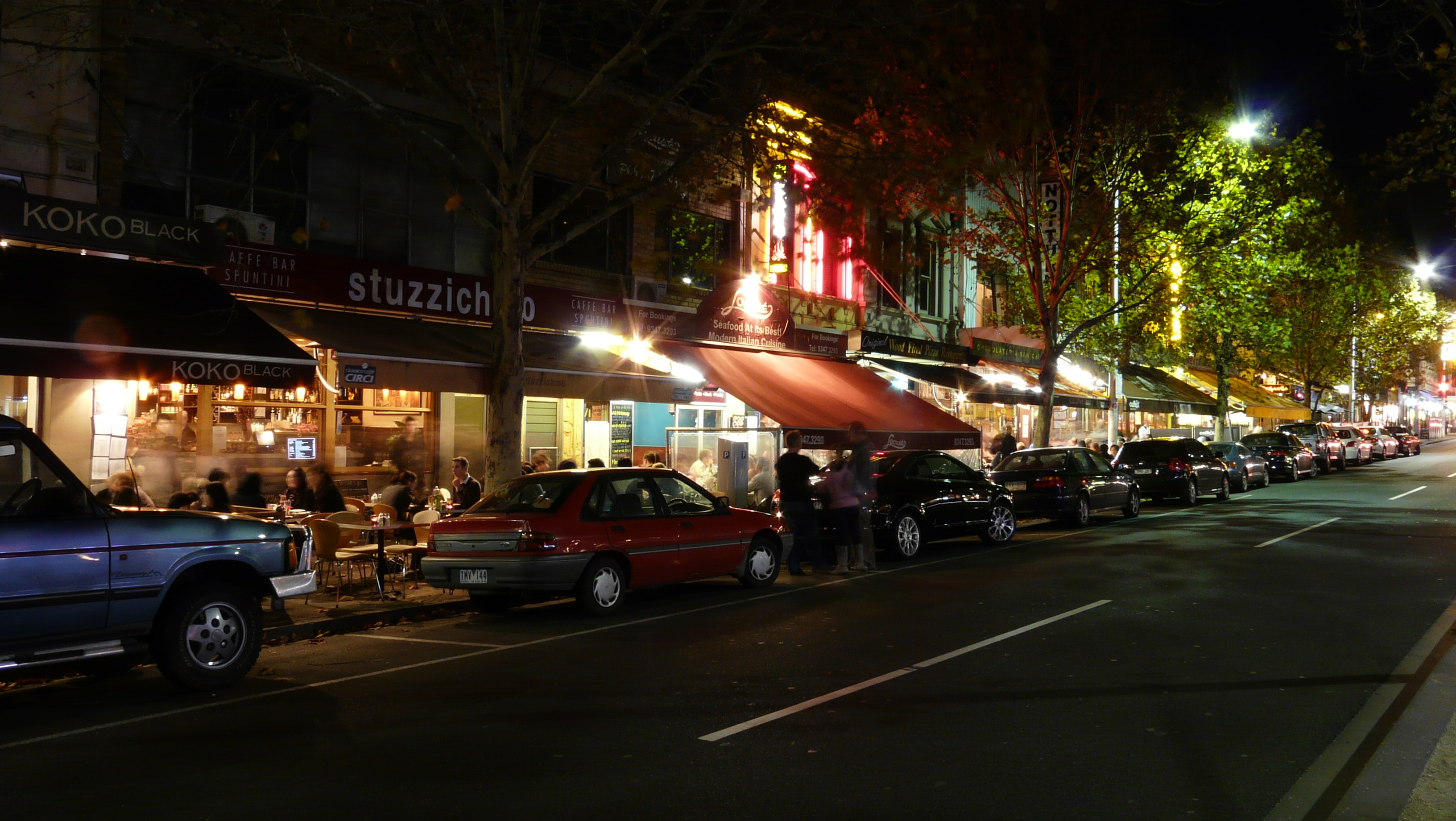
Festeggiamenti per la vittoria italiana sulla Germania (2-1) durante Euro Cup 2012

La Little Italy di Lygon Street si estende tra Queensberry Street a sud, lungo Lygon Street e Elgin Street a nord. Locali italiani si trovano anche sulle strade parallele a Lygon Street, verso i Carlton Gardens a est e l'Università di Melbourne a ovest. Qua si svolge ogni novembre la Lygon Street Festa, una celebrazione annuale della cultura cucina italiana che è uno dei più grandi festival di strada all'aperto d'Australia.
In questa zona si trovano anche il Teatro La Mama e il Courthouse Theatre, così come l'insegna al neon dichiarata monumento al Borsari's Corner, dal nome del ciclista italiano Nino Borsari, all'angolo con Grattan Street. Toto's Pizza House, la prima pizzeria fondata in Australia, si trova all'estremità meridionale di Lygon Street ininterrottamente sin dalla sua apertura nel 1961.
Verso il centro del quartiere, all'angolo tra Lygon Street e Argyle Place, c'è una piccola piazza di ispirazione italiana chiamata Piazza Italia, che è stata riqualificata con il contributo della città di Milano.
L'isolato tra Cardigan street e Arglye Place South, sono il luogo dove avvengono i festeggiamenti per gli eventi sportivi di interesse degli italiani.

## Sport
La comunità italiana di Melbourne ha svolto ruoli influenti in molti sport in tutta Melbourne . Il calcio e il football australiano sono gli sport più popolari in cui la comunità si è impegnata, a livello professionistico. Altri sport diffusi sono bocce, tennis e basket nella comunità.